# FC 라다 톨리야티

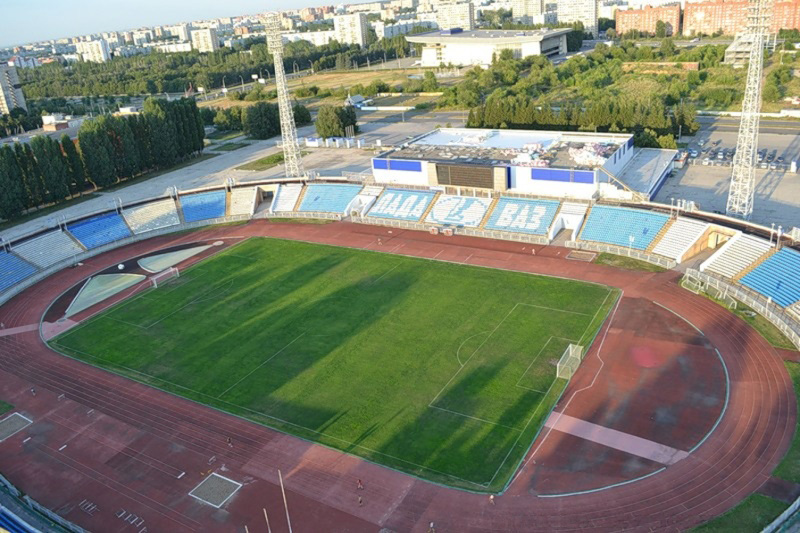

FC 라다 톨리야티(러시아어: ФК "Лада-Тольятти")는 톨리야티를 연고로 하는 러시아의 축구 클럽이다. 현재는 러시아의 3부 축구 리그인 러시아 프로페셔널 풋볼 리그에 참가하고 있다.

## 선수 명단

### 현역
참고: FIFA 자격 규정에 따라 소속된 국가대표팀 국기를 표시합니다. 선수는 복수의 FIFA 비회원국 국적을 가지고 있을 수 있습니다.
| 번호 | 포지션 | 국적       | 이름            |
| ---- | ------ | ---------- | --------------- |
| 3    | DF     | 카자흐스탄 | 니키타 구바레프 |

| 번호 | 포지션 | 국적 | 이름 |
| ---- | ------ | ---- | ---- |

## 같이 보기
- FC 아카데미야 톨리야티